# Jan Brewer
Janice Kay "Jan" Brewer (født 26. september 1944 i Hollywood) er en amerikansk politiker, og den 22. guvernør for den amerikanske delstat Arizona fra 2009-15. Fra 2003 til 2009 var Brewer Secretary of State of Arizona indtil den daværende guvernør Janet Napolitano blev udpeget til USAs sikkerhedsminister i Præsident Obamas regering, og Jan Brewer blev indsat som ny guvernør. Hun er medlem af det Republikanske parti. 

## Politisk karriere

### Secretary of State of Arizona
I starten af 2002 etablerede Jan Brewer en kampagnegruppe, der skulle køre hende i stilling til valget som Secretary of State of Arizona, og dermed afløse den afgående Betsey Bayless. Staten Arizon har modsat mange andre delstater ingen viceguvernør, så posten som Secretary of State er det næsthøjeste embede i Arizona, efter guvernørposten. Ved republikanernes primærvalg vandt Brewer over sin konkurrent Sal DiCiccio og hun blev partiet officielle kandidat ved det valget senere på året. Her besejrede hun demokraten Chris Cummiskey og den liberale Sean Nottingham, med en margen på 23.000 stemmer.

### Guvernør
Som Secretary of State var Jan Brewer den der skulle afløse den siddende guvernør Janet Napolitano (D), da denne af Barack Obama, blev udpeget som USAs sikkerhedsminister i præsidentens regering. Brewer blev 21. januar 2009 taget i ed som Arizonas 22. guvernør. Hun blev delstatens fjerde kvindelige guvernør, og den tredje kvinde i embedet i træk.
Op til guvernørvalget i november 2010 blev Brewer udfordret af 4 andre republikanere som partiets nominerede til guvernørvalget. Ved det Republikanske partis primærvalg den 24. august 2010 havde 2 af kandidaterne trukket sig, og Jan Brewer vandt med 81.53% af stemmerne. Den 2. november 2010 vandt Brewer guvernørvalget i Arizona, da hun besejrede sin demokratiske modkandidat Terry Goddard med 54.28% af stemmerne, mod Goddards 42.43%.

## Privat
Jan Brewer blev uddannet radiograf på Glendale Community College i Glendale.
Brewer er gift med John Leon Brewer, og de har sammen fået 3 sønner, hvoraf den ene i 2007 døde af kræft..